# Tørdestillation
Tørdestillation er en destillationsmetode, hvorpå man så vidt muligt prøver at uddrive flygtige stoffer uden adgang til luften. I de fleste tilfælde nedbrydes stoffet delvist, da processen sker ved meget høj temperatur. Derved opnås der større mængder destillat. Afgasning af kul er et af de vigtigste eksempler på tørdestillation. Forkulning af træ til trækul er også en tørdestillation.
| Kemi | Spire Denne artikel om kemi er en spire som bør udbygges. Du er velkommen til at hjælpe Wikipedia ved at udvide den. |